# Propostas de Frankfurt

França em suas "fronteiras naturais" a partir de 1801

As propostas de Frankfurt (também chamadas de memorando de Frankfurt) foram uma iniciativa de paz da Coalizão projetada pelo ministro das Relações Exteriores austríaco, Klemens von Metternich. Foi oferecido ao imperador francês Napoleão I em novembro de 1813, depois de ter sofrido uma derrota decisiva na Batalha de Leipzig. O objetivo era um fim pacífico para a Guerra da Sexta Coalizão. Os Aliados haviam reconquistado a maior parte da Alemanha até o Reno, mas não haviam decidido o próximo passo. Metternich tomou a iniciativa. Os Aliados, reunidos em Frankfurt, redigiram as propostas sob a estreita supervisão de Metternich. O diplomata britânico presente, Lord Aberdeen, entendeu mal a posição de Londres e aceitou os termos moderados.
A proposta era que Napoleão permaneceria como imperador da França, mas a França seria reduzida ao que os revolucionários franceses afirmavam ser as "fronteiras naturais" da França. As fronteiras naturais eram os Pirenéus, os Alpes e o Reno. A França manteria o controle da Bélgica, Savoia e Renânia (a margem oeste do Reno), conquistada e anexada durante as primeiras guerras da Revolução Francesa, enquanto desistia de outros territórios ocupados, incluindo partes da Espanha, Polônia e Holanda , bem como a maior parte da Itália e Alemanha a leste do Reno.
Em uma reunião privada em Dresden em junho, Napoleão e Metternich já haviam discutido os termos. A versão final foi transmitida a Napoleão pelo Barão de Saint-Aignon em novembro. Metternich disse a Napoleão que esses eram os melhores termos que os Aliados provavelmente ofereceriam; depois de novas vitórias, os termos se tornariam cada vez mais duros. A motivação de Metternich era manter a França como um equilíbrio contra as ameaças russas, ao mesmo tempo em que encerrava a série altamente desestabilizadora de guerras.
Napoleão, esperando vencer a guerra, demorou muito e perdeu esta oportunidade. Em dezembro, a Áustria assinou tratados com os Aliados e Londres rejeitou os termos porque eles poderiam permitir que a Bélgica se tornasse uma base para uma invasão da Grã-Bretanha e, como resultado, a oferta foi retirada. Quando os Aliados invadiram a França no final de 1813, Napoleão estava em desvantagem numérica e tentou reabrir as negociações de paz com base na aceitação das propostas de Frankfurt. Os Aliados agora tinham termos novos e mais duros que incluíam a retirada da França para suas fronteiras de 1791, o que significava a perda da Bélgica e da Renânia. Napoleão recusou veementemente e foi finalmente forçado a abdicar em 6 de abril de 1814.